# Bea Goossens
Beatrijs (Bea) Goossens is een personage uit de Vlaamse ziekenhuisserie Spoed dat werd gespeeld door Magda Cnudde. Ze was een vast personage van 2004 tot 2008.

## Personage
Bea krijgt de moeilijke taak om de geliefde baliebediende Vanessa Meurant na diens dood te vervangen. Bea is al boven de 50, en ze is heel blij dat ze ondanks haar leeftijd en rugproblemen, waardoor ze moest stoppen met haar job als verpleegster, toch nog een job kon vinden met veel afwisseling en actie. Ze leren haar op de spoedafdeling al snel kennen. Voor Bea is iedereen gelijk, of het nu een dokter, verpleger of patiënt is. Wie zich daar niet aan houdt, wordt door haar op zijn nummer gezet. Bea is een sterke vrouw. Dit heeft ze te danken aan haar verleden. Haar vader stierf aan longkanker toen ze 6 was. Toen ze groter was, hielp ze haar moeder, die vanaf dan alleen de boerderij draaiende moest houden. Ondertussen studeerde ze voor verpleegster. Toen haar moeder door ouderdom de boerderij moest opgeven, nam Bea haar in huis en verzorgde ze haar tot haar dood. Daardoor heeft ze nooit veel tijd gehad om een relatie te beginnen en woont ze nog steeds alleen. Hierdoor denken velen dat ze op vrouwen valt. Toch begint iedereen van haar te houden door haar eeuwig opgewekt humeur.
Karel Staelens en Steven Hofkens proberen haar constant te plagen en zetten zelfs een geënsceneerde blind-date op touw omdat ze vermoeden dat ze lesbisch is. De pesterijen kwetsen Bea in heel erg. Vooral Karel gaat heel erg op in zijn grappen en vindt ze zelf geniaal, maar zelfs dokter Hofkens vindt dat Karel te ver gaat. Nadat Luc Karel eens op zijn plaats heeft gezet en ook als blijkt dat Bea zal gaan trouwen met Karels neef Geert (een piloot), zal het plagen afnemen. Later worden ze goede collega's.
Geerts ex wil een stokje voor hun huwelijk steken, en ze belaagt hen zelfs met een deurwaarder. Na hun huwelijk heeft Geert nauwelijks tijd voor Bea. Hij belt haar met allerlei smoesjes, zoals: hij kon niet opstijgen met zijn vliegtuig of het luchtverkeer was te druk. Later geeft Bea nog een feest voor haar 25 jaar dienst.
In seizoen 11 heeft ze er nog steeds veel zin in, al is ze veel alleen omdat Geert vaak weg moet door zijn job als piloot. Met de komst van het nieuwe diensthoofd Andrea Leroy wordt ze terug tot verpleegster gepromoveerd. Bea is gelukkig, maar dan slaat het noodlot toe. Terwijl haar echtgenoot Geert in New York had moeten zitten, was hij een weekendje weg met zijn minnares en kregen ze een auto-ongeluk. De vrouw kon bevrijd worden, maar de auto vatte vuur voor Geert door verpleger Wim Michiels en dokter Filip Driessen kon worden bevrijd. Zo kwam ze te weten dat hij haar al twee jaar bedriegt. De dood en het bedrog van haar man zijn een enorm zware klap voor Bea.

## Familie
- † Geert Vermeersch/Staelens (echtgenoot)
- Karel Staelens (aangetrouwde neef)